# Birgit Gerstorfer

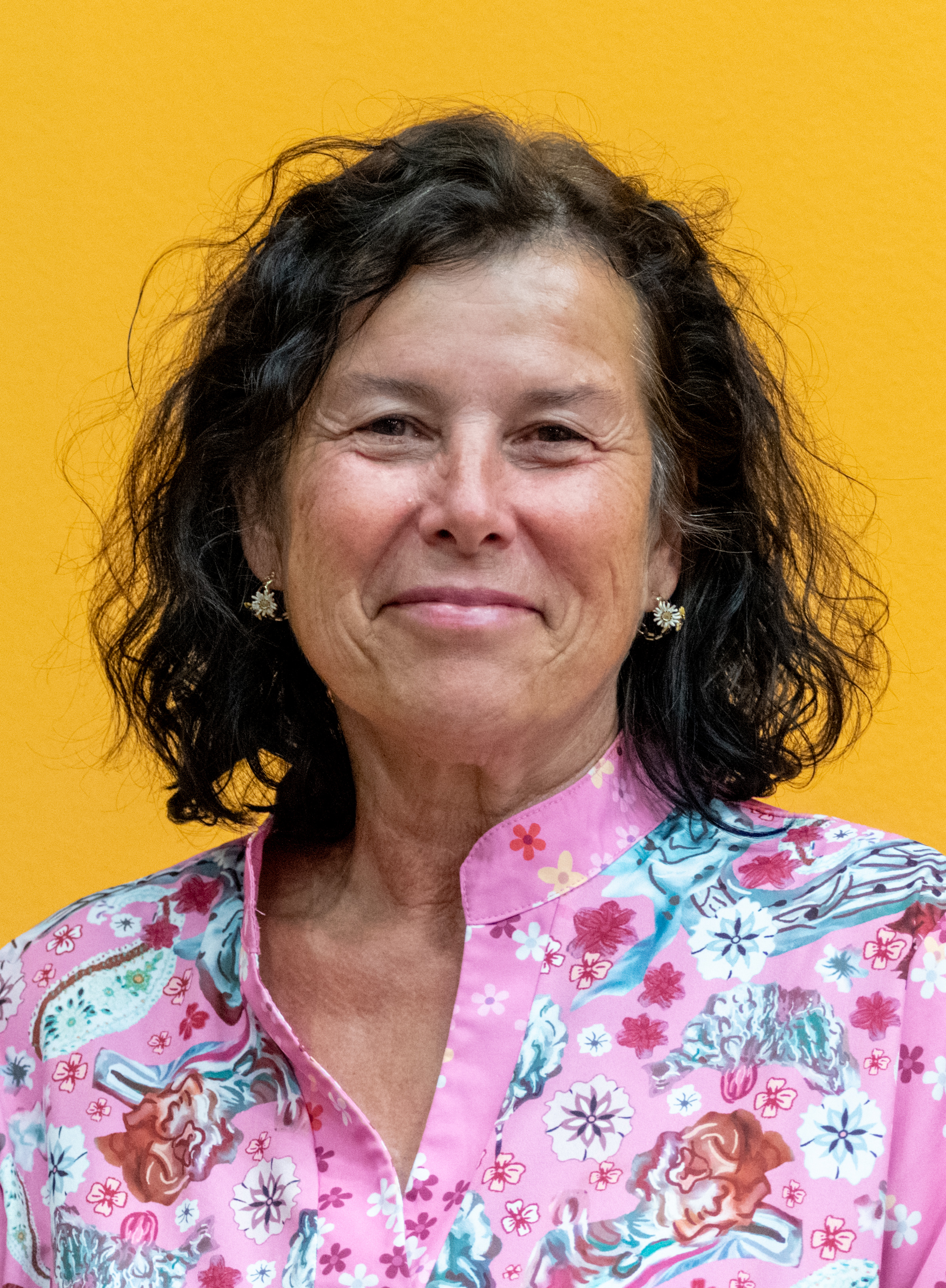
Birgit Gerstorfer (2024)

Birgit Gerstorfer (* 10. Oktober 1963 in Wels) ist eine österreichische Politikerin (SPÖ). Von 2016 bis 2022 war sie oberösterreichische Landesrätin in der Landesregierung Pühringer V bzw. Landesregierung Stelzer I und Stelzer II sowie Landesparteiobfrau der SPÖ Oberösterreich. In Folge einer umstrittenen Impfkampagne trat Gerstorfer zurück. Nach ihrem Ausscheiden aus der Landesregierung wurde sie Landespräsidentin des Pensionistenverbandes Oberösterreich. Im Juni 2025 wurde sie als Präsidentin des Pensionistenverbandes Österreichs nominiert.

## Leben

### Ausbildung und Beruf
Birgit Gerstorfer wuchs in Alkoven auf und besuchte die Handelsakademie Eferding, wo sie 1983 maturierte. 1990 begann sie beim Arbeitsmarktservice (AMS), zunächst in der regionalen Geschäftsstelle in Eferding, wo sie im Alter von 32 Jahren die Leitung übernahm. Später wechselte sie als Leiterin der regionalen Geschäftsstelle nach Wels. 2006 wurde sie stellvertretende Landesgeschäftsführerin des AMS Oberösterreich und war in dieser Funktion für die Bereiche Qualitätsmanagement, Controlling, die Kundendienstprozesse sowie Frauenthemen verantwortlich. Mit 1. August 2010 wurde sie zur Landesgeschäftsführerin des AMS Oberösterreich bestellt. An der Johannes Kepler Universität besuchte sie einen Masterlehrgang Professional Master of Management und Leadership, den sie 2013 abschloss.

### Politik
Am 6. Juni 2016 wurde sie vom Landesparteivorstand zur Vorsitzenden der SPÖ Oberösterreich gewählt, beim außerordentlichen Landesparteitag der SPÖ Oberösterreich am 18. Juni 2016 erhielt sie bei der Wahl zur Vorsitzenden der SPÖ Oberösterreich 95,8 Prozent der Stimmen. Sie folgte Reinhold Entholzer als Landesrätin in der Landesregierung Pühringer V nach und wurde in der Landtagssitzung am 7. Juli 2016 in dieser Funktion angelobt. Von Thomas Stelzer übernahm sie außerdem vorübergehend die Frauenagenden, diese wurden am 6. April 2017 von Christine Haberlander übernommen.
Am 9. Juni 2018 wurde sie auf dem Landesparteitag der SPÖ als Landesvorsitzende mit 89,68 Prozent der Stimmen wiedergewählt. Im November 2020 wurde sie mit 86,8 Prozent als Landesvorsitzende bestätigt und zur Spitzenkandidatin für die Landtagswahl 2021 gewählt, bei der man mit 18,58 % (+0,21) knapp den zweiten Platz hinter der FPÖ mit 19,77 % (−10,59) verfehlte. In der Landesregierung Stelzer II ging das bisher von der SPÖ gestellte Sozialressort an Wolfgang Hattmannsdorfer, Gerstorfer erhielt als Landesrätin die Agenden Jugendschutz, SPÖ-Gemeinden, Personenstandswesen, Verwaltungspolizei, Zivildienst und Tierschutz.
Am 1. Februar 2022 wurde von Medienseite bekannt, dass Gerstorfer zusammen mit Landesgeschäftsführer Georg Brockmeyer ihren Rückzug von der Spitze der Landespartei bekanntgeben werden. Grund dafür war eine Plakatkampagne zur Coronaimpfung, in der man mit weinenden Kindern und dem Satz "Ich will dich nicht verlieren", auf starke Kritik aus den eigenen Reihen stieß. Zuvor hatte der SPÖ-Nationalratsabgeordnete Dietmar Keck den "sofortigen Rücktritt" der beiden gefordert. Hintergrund soll die eben genannte Impfkampagne mit traurigen Kindern sein – eine Rolle spielte aber auch eine Studie im Auftrag der Landespartei, die die Rolle der Gewerkschaften hinterfragte. Der Bürgermeister der Stadt Linz, Klaus Luger, meinte auf nachrichten.at, er habe den ganzen Vormittag Gespräche mit führenden Sozialdemokraten in Oberösterreich geführt, und das Stimmungsbild sei eindeutig gewesen.
Der dritte Landtagspräsident Peter Binder bestätigte, dass nach der Kampagnenpräsentation Montagvormittag "der Stein ins Rollen" gekommen sei. Es stellte sich heraus, dass die Werbesujets von keinem Funktionär abgesegnet worden seien. Er sprach von einem Alleingang Gerstorfers und Brockmeyers. Innerhalb kürzester Zeit hätten die beiden zweimal gegen die "Usancen der Partei verstoßen". Daher ist auch für Binder das Duo nicht mehr tragbar.
Im Februar 2022 folgte ihr Michael Lindner als geschäftsführender Landesparteivorsitzender nach, am 10. November 2022 übernahm Lindner auch das Amt des Landesrates von Gerstorfer. Anfang Juli 2025 wurde sie mit 96,6 Prozent der Delegiertenstimmen zur Präsidentin des Pensionistenverbandes Österreichs (PVÖ) gewählt. Sie folgte in dieser Funktion dem im April 2025 verstorbenen Peter Kostelka nach.

## Auszeichnungen
- 2015: Mostdipf-Preis der Oberösterreichischen Nachrichten[20]
- 2022: Barbara-Prammer-Nadel für besondere Verdienste in der Frauenpolitik[21]
- 2023: Großes Ehrenzeichen des Landes Oberösterreich[22][23]